# Šljivica
Šljivica (en serbe cyrillique : Шљивица) est un village de Serbie situé dans la municipalité de Rekovac, district de Pomoravlje. Au recensement de 2011, il comptait 135 habitants.

## Démographie

### Évolution historique de la population
| 1948 | 1953 | 1961 | 1971 | 1981 | 1991 | 2002 | 2011 |
| ---- | ---- | ---- | ---- | ---- | ---- | ---- | ---- |
| 362  | 352  | 349  | 322  | 294  | 229  | 157  | 135  |

|  |